# 帕里卡拉雕塑公园

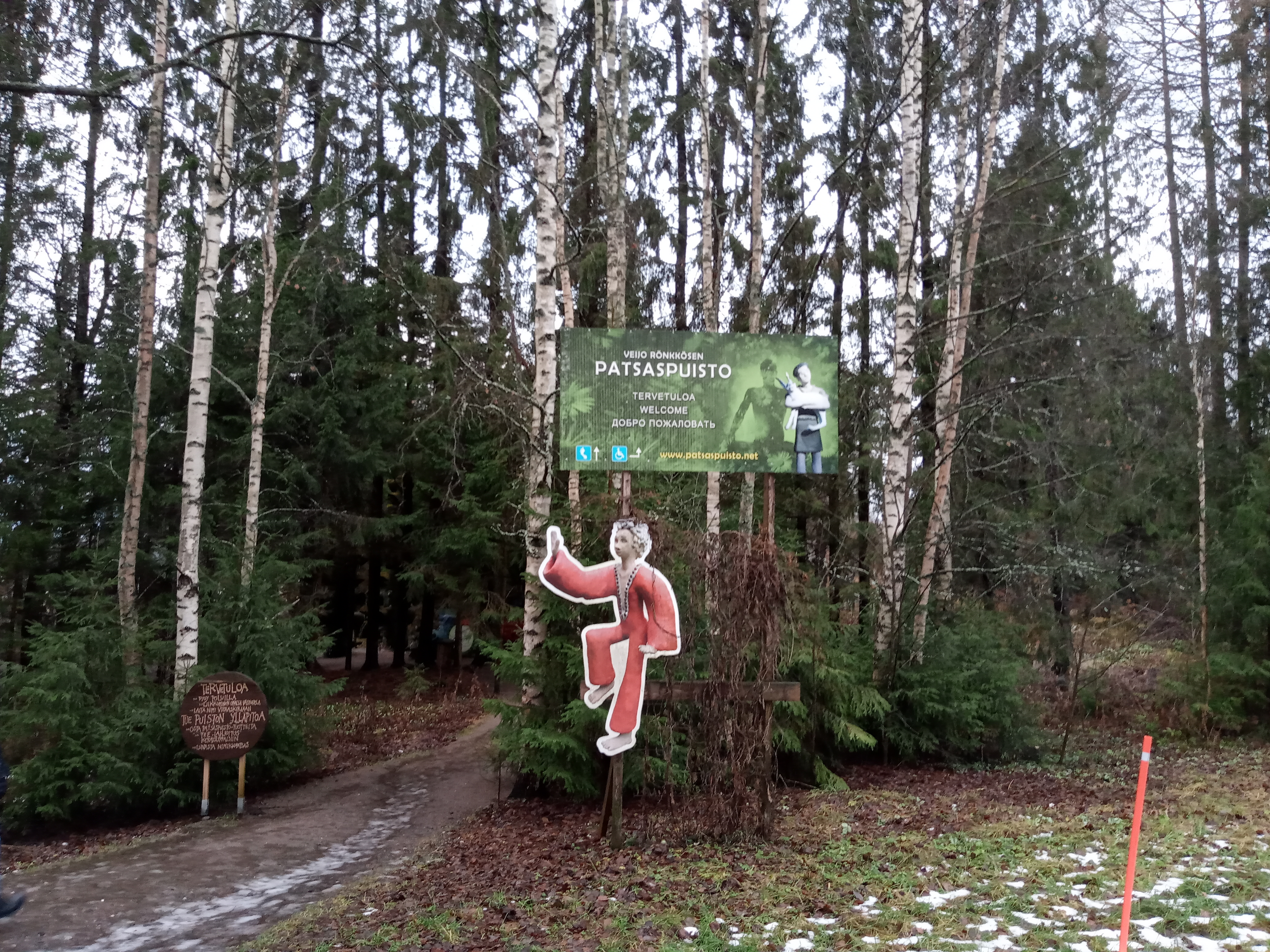
公园入口小径

帕里卡拉雕塑公园（芬蘭語：Parikkalan patsaspuisto）是位于芬兰南卡累利阿區帕里卡拉市镇里的雕塑公园，由素人艺术家韦约·伦科宁所创。伦科宁在1961年创作了第一个雕塑，之后多年里他陆续创作了许多雕塑，慢慢地就形成了一个雕塑公园。公园内有超过550尊水泥雕塑，其中255尊为各种瑜伽动作的人物雕塑。
该雕塑公园位于芬兰国道6号边上，现已称为帕里卡拉市镇的一道景点。每年夏天有两三万人参观。雕塑艺术品和花园形成了一个独特的整体。尽管在世时伦科宁就住在他自己创作的艺术世界里，但他不太关心来访的游客，也与在国道旁修建的汽车停靠点无关。他仅仅要求访客在留言簿里签名。截至2007年留言簿已累计一百多本，每本大约有四万个签名。除了雕塑创作之外，伦科宁也创作了一些实验性的摄影作品。除了少数作品公开发表过之外，绝大部分摄影作品仅为艺术家自己保存。
伦科宁去世后公园无人看管。市镇当局也无意愿来维护，而寄希望于私人团体或企业。素人艺术保护协会尽力希望该雕塑公园列入文物保护对象。旅游业主协会则把该雕塑公园推选为2008年国内年度景点。
2010年10月工业顾问雷伊诺·乌西塔洛（Reino Uusitalo）买下了此雕塑公园，并成立了雕塑公园理事会来处理日常事务及招收员工。

## 图集

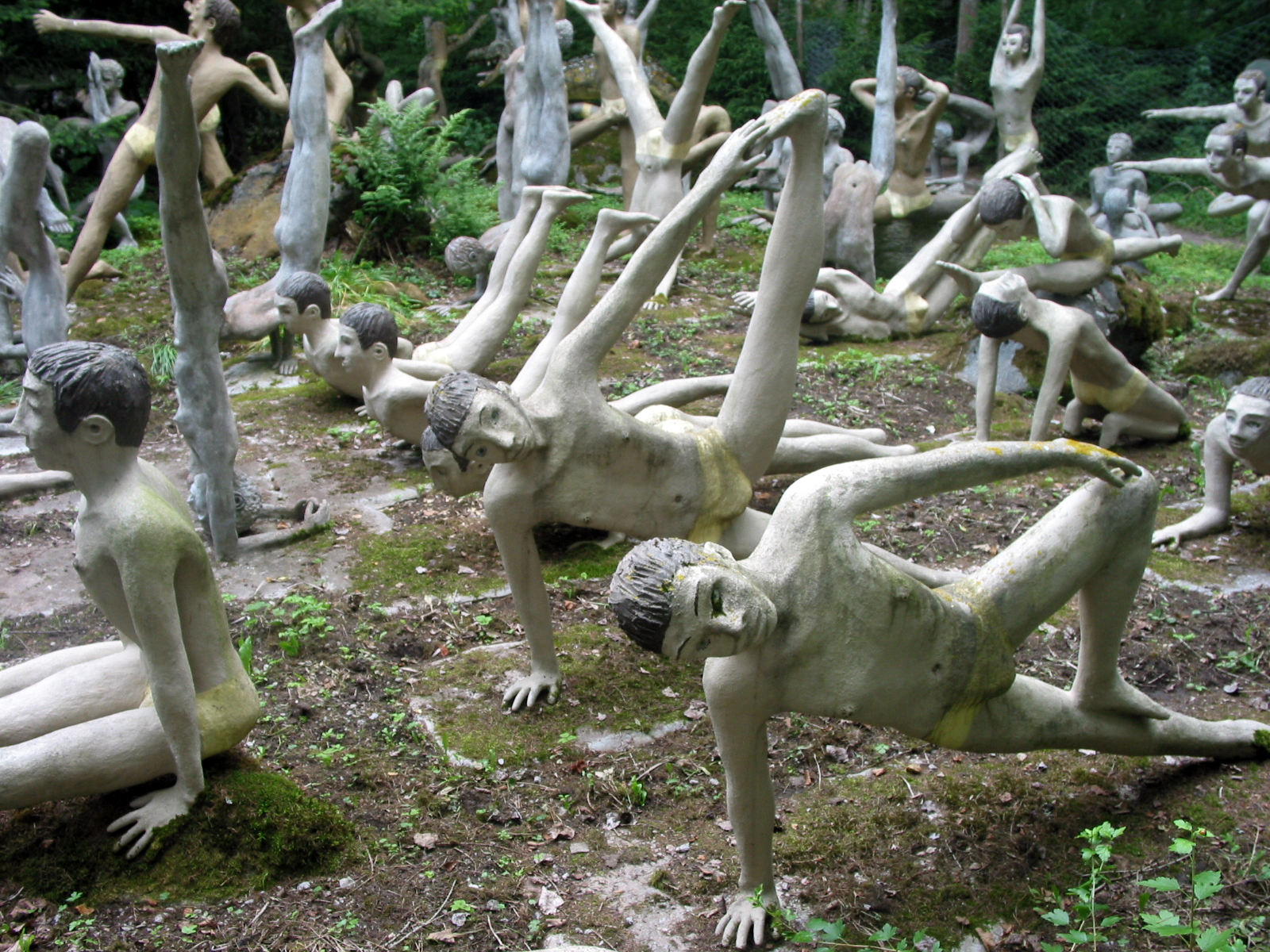
公园内的瑜伽人物雕塑